# Пробная монета

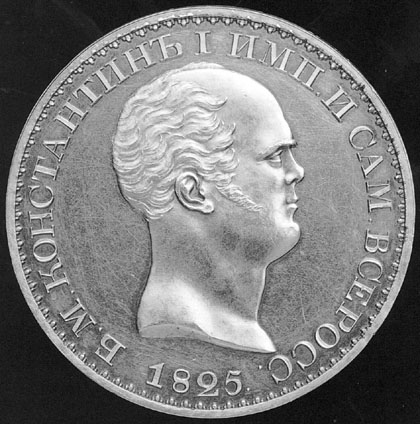
Аверс Константиновского рубля

Пробная монета — монета, выбитая по проектрированным весу, пробе, типу и достоинству, предназначенная к обращению, но по определённым причинам в обращение не пущенная и известная только по нескольким экземплярам. Высоко ценится коллекционерами.
Часто пробные монеты выбивались из мягких металлов (олова или свинца) стальными штемпелями, чтобы воспроизвести только тип новой монеты.
Пробные монеты встречаются среди монет практически всех стран, начиная с Римской империи. К русским пробным монетам относятся серебряные двухрублёвики Петра Великого 1722 года, рубли Константина 1825 года и др.
Часть советских пробных монет 1958 года, изготовленных в рамках подготовки к денежной реформе 1961 года, случайно попала в оборот, благодаря чему в настоящее время известно несколько сот экземпляров.